# ラッキーチャンス
ラッキーチャンスは、岡崎産業が、1995年（当時 尚球社）と2001年に発売したパチスロ（4号機）。保通協への登録名が全く同じであり、それぞれ初代ラッキーチャンス・2代目ラッキーチャンスと呼ばれる。
初代のマイナーチェンジバージョンであるハットトリックA（1995年発売）、ニューラッキーチャンス（1996年発売）についてもこの記事で説明する。

## 初代
初代ラッキーチャンスはAタイプに属する、初期の4号機としては標準的なパチスロである。

### 役構成
ビッグボーナス（BIG）は7・BAR・LUCKY CHANCE（緑色の楕円形の絵柄）の3種類の絵柄の3つ揃いである。レギュラーボーナス（REG）左・中に同種のBIG絵柄、右にチェリー（BARと書かれている）の一直線となっており、少し変わっていた。小役はベル（10枚）とチェリー（2枚）の2種類、それにリプレイである。そのほかにサングラスをかけたオレンジの絵柄があるが、これはREG中およびJAC中のみ払い出しがある絵柄（15枚、左はチェリーでも可）で、通常時に揃っても払い出しのない0枚小役である。

### 確率
メーカー発表のもの。
| 設定 | BIG確率 | REG確率 | 機械割 |
| ---- | ------- | ------- | ------ |
| 1    | 1/297.9 | 1/528.5 | 092%   |
| 2    | 1/273.1 | 1/512.0 | 096%   |
| 3    | 1/256.0 | 1/481.9 | 100%   |
| 4    | 1/244.5 | 1/455.1 | 102%   |
| 5    | 1/240.9 | 1/390.1 | 104%   |
| 6    | 1/240.9 | 1/327.7 | 108%   |

### ゲーム性
当時は山佐のニューパルサー、ダイバーズXXの両機種が市場の多数を占め、大量リーチ目ブームを巻き起こしていた。山佐に技術力で劣る尚球社は大量リーチ目の原動力となるテーブル制御を使用することが出来ず、当時一般的であったコントロール制御を用いることにしたが、山佐機種の特徴である「ボーナスが成立しているかいないか分かりにくい出目（チャンス目）が多い」というものを生かし、チャンス目主体のリール制御を採用した。
ラッキーチャンスのリーチ目は「0枚小役のオレンジが一直線に並び、同時にボーナス絵柄がハサミ目になっている」というものであるが、これは非常に出にくくなっていた。代わりに「ボーナス絵柄のハサミ目」というチャンス目があり、1度出ただけではボーナス成立の信頼度は低いが、何度も続けて出ると信頼度が高くなるという仕組みになっていた。これはボーナスフラグが成立すると、通常時よりもハサミ目の出現率が上がるというリール制御にすることで、チャンス目主体のゲーム性を実現していた。
チャンス目が出ると、ハサミ打ちでBARを狙うのがよいとされていた。これはBARが大きめで見やすく、なおかつ右リールのBARの2コマ下にチェリーがあるため、BIGとREGを同時に狙うことが出来るからであった。
設置台数は山佐やユニバーサル販売の機種には及ばないものの、現在の岡崎産業の機種と比べると格段に高い設置比率を確保していた。
この機種はリプレイとBIG、ベルとREGが同時に揃う可能性があるリール配列になっていたが、実際にはリール制御で対策されており、通常は同時に揃うことはなかった。のちに2枚掛け・変則押しでBIG成立後のリプレイ成立時にリプレイとBIGを同時に揃える方法が発見されたが、攻略要素は全くなかった。
REG中・JAC中は中段1ラインが有効ラインだが、中段にチェリー・オレンジ・オレンジ（15枚）が揃ったとき、無効ラインの下段にBARが3つ揃いになることがあった。これも攻略要素は全くなかった。

## 兄弟機
ラッキーチャンスにはリール配列および役構成の同じ兄弟機が2機種存在していた。

### ハットトリックA
当時のJリーグ人気にあやかり、サッカーをモチーフとしたデザインになっている。LUCKY CHANCE絵柄が緑色のユニフォーム絵柄（背番号は7）になっていたり、0枚小役が目玉つきのサッカーボール絵柄になっていた。
ラッキーチャンスは前述のようにチャンス目主体のゲーム性であったが、ハットトリックAではラッキーチャンスよりリーチ目が出やすくなるように仕様が変更された。リーチ目も「0枚小役のサッカーボールが左・中に一直線で停止し（3つ揃いも含む）、同時にボーナス絵柄がハサミ目になっている」というものに変更された。
内部確率も一部変更されている。設置台数はラッキーチャンスに比べると少なかった。

### ニューラッキーチャンス
筐体パネルのデザインは同じだが、色がラッキーチャンスの黒主体から赤主体に変更された。絵柄も7やBAR、チェリーが変更されたほか、0枚小役がかつて同社が発売していたチャレンジマンで使われていたスマイリーの「ピコ」に変更された。
内部確率が変更されたほか、ハットトリックA以上にリーチ目が出やすくなっている。ほとんど設置されなかった。

## 2代目
2代目ラッキーチャンスは、ほとんど設置されなかった。